# BANBITA
『BANBITA』（バンビータ）は、1996年9月21日にファンハウスから発売された川村かおりの7枚目のスタジオ・アルバム。

## 内容
1曲目「I LOVE R & R BAND」は、演奏準備前から録音開始したテイク。
本作発売以降、音楽活動はバンド・SORROWでの活動が中心となったこと、川村の結婚・出産・乳癌との闘病などもあり、川村カオリ名義でのオリジナル・アルバムのリリースは、2009年5月に生涯最後となったアルバム『K』をリリースするまで約12年8ヶ月のインターバルが生じた。

## 収録曲
作詞：川村かおり／編曲：安部隆雄（特記以外）
1. I LOVE R & R BAND
作曲：HIKAGE
2. 夏の朝にキャッチボールを
作詞・作曲：真島昌利
3. FLY HIGH! BOYS&GIRLS
作曲：杉浦英治
4. Go Home No Home
作曲：杉浦英治
5. ガレージの中のWarrior
作曲：TSUKASA
6. Beth, It's Allright
作曲：杉浦英治　編曲：根岸孝旨
7. Mr. Loser
作曲：TSUKASA
8. Supr Special Monky Magic
作曲：高橋竜
9. Midnight Sunny Moon
作曲：GREAT3
10. The Cooked World
作曲：松尾清憲